# Pannónia-Ring
A Pannónia-Ring motor- és autóverseny-pálya Magyarországon, Ostffyasszonyfán. A település belterületétől délre helyezkedik el, közúti elérését a 8451-es út biztosítja.

## Adatok a pályáról
- A pálya hossza: 4740 m (5184 yd)
- A jobbkanyarok száma: 11
- A balkanyarok száma: 7
- A pálya szélessége: 11 – 13 m
- A start-cél egyenes hossza: 700 m (766 yd)
- Max. sebesség Pro-Superbike: kb. 260 km/óra
- Hivatalos rekord/kör: 1'53.667 (2011: Andreas Meklau, AUT)
- Nagyvonalú bukózónák (kavics)

A világ egyik legbiztonságosabb motoros és autós gyorsasági versenypályája. 50-150 m-ig terjedő bukózónák, a környezeti adottságok miatt ennél is hosszabb kicsúszási lehetőségek. A pálya különleges tulajdonsággal is bír: hiszen fordított irányban (bal oldalon) is homologizált.

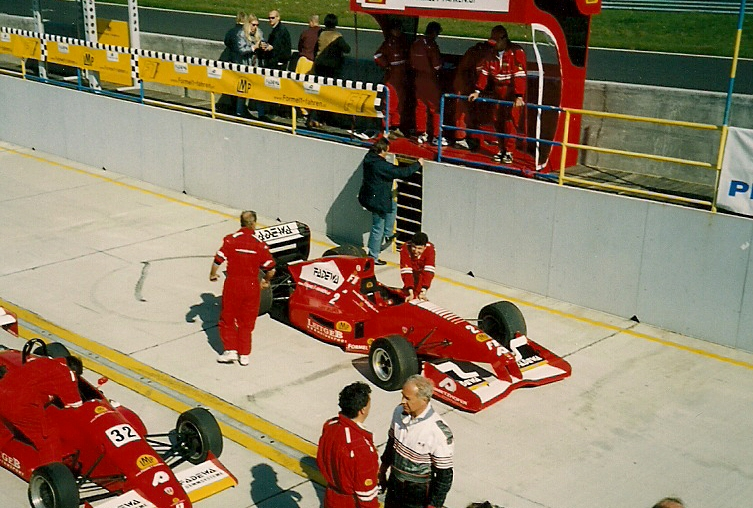
Formula-3000 teszt a Pannónia-Ringen 2000-ben

Nemzetközi előírásoknak megfelelő homologizáció, legmodernebb infrastruktúra: egészségügyi állomás, elektronikus időmérés, benzinkút, gyorsszerviz, gumiszerviz, motorszalon, étterem, 300 nm-es főépület, gokart- és supermoto pálya, helikopterleszálló, motel, szaniter, étterem.
A bokszutcában 20 db a depóban további 15 box található.

## Külső hivatkozások
- A versenypálya hivatalos honlapja
- Pannónia Ring: Esőmenők – Magyar Narancs, 1996. szeptember 19.
- Pannonia Ring Gokartpálya